# Septomyrothecium uniseptatum
Septomyrothecium uniseptatum är en svampart som beskrevs av Matsush. 1971. Septomyrothecium uniseptatum ingår i släktet Septomyrothecium, ordningen köttkärnsvampar, klassen Sordariomycetes, divisionen sporsäcksvampar och riket svampar.   Inga underarter finns listade i Catalogue of Life.